# 山田憲太郎
山田 憲太郎（やまだ けんたろう、1907年2月21日 - 1983年2月3日）は、香料研究者、東西交渉史学者。
長崎県諫早市出身。1932年神戸商科大学(現神戸大学)卒。小川香料（香料会社）勤務、1950年「中世のアラビヤ人が初めて東方に伝えた龍涎香とジヤスミン」で國學院大學文学博士。1954年近畿大学経営学部教授。1958年桃山学院大学経済学部教授、名古屋学院大学教授、77年定年、名誉教授。東アジアの香料史および東西交通史を研究し、1977年「東亜香料史研究」で日本学士院賞受賞。78年、奈良県明日香村のマルコ山古墳で出土した人骨から発した芳香について、古代中国から伝わった「竜脳」だと鑑定した。

## 著書
- 『東亜香料史』東洋堂 1942　のち同朋舎
- 『日本香料史』小川香料 1948　のち同朋舎
- 『東西香薬史』福村書店 1956
- 『愛情の匂いと生命の味 匂いの世界史』刀江書院 1960
- 『香料の歴史 スパイスを中心に』紀伊国屋新書 1964
- 『東亜香料史研究』中央公論美術出版 1976
- 『香談 東と西』法政大学出版局 1977
- 『香料の道 鼻と舌 西東』中公新書 1977
- 『香料 日本のにおい ものと人間の文化史』法政大学出版局 1978
- 『香料博物事典』同朋舎 1979
- 『スパイスの歴史 薬味から香辛料へ』法政大学出版局 1979
- 『香薬東西』法政大学出版局 1980
- 『南海香薬譜 スパイス・ルートの研究』法政大学出版局 1982

### 編纂
- 『大阪好書録』編 大阪史談会 1955
- 武藤長蔵『海外文化と長崎』編 千倉書房 1977

## 論文
- Cinii

## 注
1. ↑  日本人名大辞典
2. ↑  20世紀日本人名事典